# Kelly-Ann Baptiste
Kelly-Ann Kaylene Baptiste (Scarborough, 14 ottobre 1986) è una velocista trinidadiana.

## Biografia
Originaria di Scarborough, Kelly-Ann Baptiste studia a Trinidad e Tobago per trasferirsi poi negli Stati Uniti dove frequenta l'Università statale della Louisiana; qui ottiene buoni risultati soprattutto nelle gare dai 55 m piani ai 200 m piani, giungendo spesso in finale.
Il suo migliore risultato a livello giovanile è la medaglia di bronzo ai Mondiali allievi del 2003 nei 200 metri. L'anno successivo partecipa ai Giochi olimpici di Atene nella staffetta 4×100 metri come quarta componente di una squadra composta anche da Ayanna Hutchinson, Wanda Hutson e Fana Ashby, ma la Hutchinson perde il testimone al primo cambio della batteria e la squadra di Trinidad e Tobago viene eliminata.
L'anno dopo la Baptiste partecipa ai Mondiali di Helsinki, venendo eliminata nei quarti dei 100 metri piani. Stessa sorte le tocca nel 2008 ai Giochi olimpici di Pechino dove nei 100 m non supera i quarti di finale. Nel 2009 ai Mondiali di Berlino raggiunge le semifinali sia sui 100 che sui 200 metri piani, mancando di poco l'accesso alle finali.
Nel 2010 porta il suo limite personale sui 100 m a 10"84. Ai Mondiali di Taegu 2011 vince la medaglia di bronzo nei 100 m con il tempo di 10"98.
Detiene il record nazionale di Trinidad e Tobago nei 100 m piani e nella staffetta 4×100 m.

## Record nazionali
Seniores
- 100 metri piani: 10"84 ( Clermont, 5 giugno 2010 -  Port of Spain, 27 giugno 2015)
- Staffetta 4×100 metri: 42"03 ( Pechino, 29 agosto 2015) (Kelly-Ann Baptiste, Michelle-Lee Ahye, Reyare Thomas, Semoy Hackett)

## Palmarès

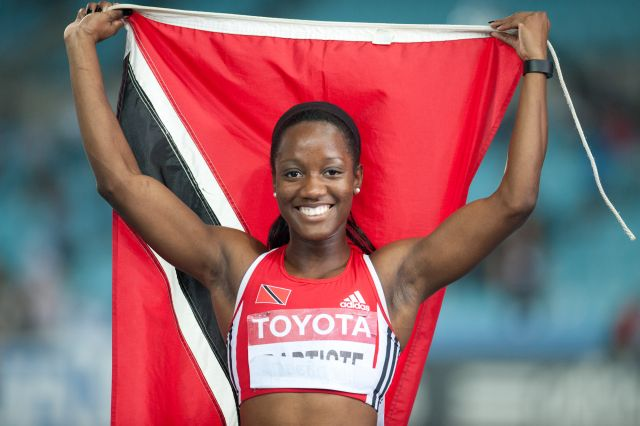
Kelly-Ann Baptiste celebra il bronzo di

| Anno | Manifestazione      | Sede           | Evento      | Risultato        | Prestazione | Note                                     |
| ---- | ------------------- | -------------- | ----------- | ---------------- | ----------- | ---------------------------------------- |
| 2002 | Mondiali U20        | Kingston       | 100 m piani | Semifinale       | 12"03       |                                          |
| 2003 | Mondiali U18        | Sherbrooke     | 100 m piani | Bronzo           | 11"58       |                                          |
| 2004 | Mondiali U20        | Grosseto       | 200 m piani | 4ª               | 23"46       |                                          |
| 2004 | Mondiali U20        | Grosseto       | 4×100 m     | 4ª               | 44"14       |                                          |
| 2004 | Giochi olimpici     | Atene          | 4×100 m     | Batteria         | dnf         |                                          |
| 2005 | Mondiali            | Helsinki       | 100 m piani | Quarti di finale | 11"42       |                                          |
| 2008 | Campionati CAC      | Cali           | 4×100 m     | Oro              | 43"43       |                                          |
| 2008 | Giochi olimpici     | Pechino        | 100 m piani | Quarti di finale | 11"42       |                                          |
| 2008 | Giochi olimpici     | Pechino        | 4×100 m     | Batteria         | dnf         |                                          |
| 2009 | Mondiali            | Berlino        | 100 m piani | Semifinale       | 11"07       |                                          |
| 2009 | Mondiali            | Berlino        | 200 m piani | Semifinale       | 22"96       |                                          |
| 2009 | Mondiali            | Berlino        | 4×100 m     | 6ª               | 43"43       |                                          |
| 2011 | Mondiali            | Taegu          | 100 m piani | Bronzo           | 10"98       |                                          |
| 2011 | Mondiali            | Taegu          | 4×100 m     | dq               | dq          |                                          |
| 2012 | Giochi olimpici     | Londra         | 100 m piani | 6ª               | 10"94       |                                          |
| 2012 | Giochi olimpici     | Londra         | 4×100 m     | Finale           | dnf         |                                          |
| 2015 | Giochi panamericani | Toronto        | 100 m piani | 5ª               | 11"05       |                                          |
| 2015 | Giochi panamericani | Toronto        | 4×100 m     | Batteria         | dnf         |                                          |
| 2015 | Mondiali            | Pechino        | 100 m piani | 6ª               | 11"01       |                                          |
| 2015 | Mondiali            | Pechino        | 4×100 m     | Bronzo           | 42"03       | Record nazionale                         |
| 2016 | Mondiali indoor     | Portland       | 60 m piani  | Semifinale       | 7"16        | Miglior prestazione personale stagionale |
| 2016 | Giochi olimpici     | Rio de Janeiro | 100 m piani | Batteria         | 11"42       |                                          |
| 2016 | Giochi olimpici     | Rio de Janeiro | 4×100 m     | 5ª               | 42"12       | Miglior prestazione personale stagionale |
| 2017 | World Relays        | Nassau         | 4×100 m     | Batteria         | dnf         |                                          |
| 2017 | Mondiali            | Londra         | 100 m piani | 8ª               | 11"09       |                                          |
| 2017 | Mondiali            | Londra         | 4×100 m     | 6ª               | 42"62       | Miglior prestazione personale stagionale |
| 2018 | Mondiali indoor     | Birmingham     | 60 m piani  | Semifinale       | 7"21        | Miglior prestazione personale stagionale |
| 2019 | Giochi panamericani | Lima           | 100 m piani | 8ª               | 11"52       |                                          |
| 2019 | Giochi panamericani | Lima           | 4×100 m     | 4ª               | 43"57       |                                          |
| 2019 | Mondiali            | Doha           | 100 m piani | Semifinale       | 11"19       |                                          |
| 2019 | Mondiali            | Doha           | 4×100 m     | 6ª               | 42"71       | Miglior prestazione personale stagionale |
| 2021 | Giochi olimpici     | Tokyo          | 100 m piani | Batteria         | 11"48       |                                          |
| 2021 | Giochi olimpici     | Tokyo          | 4×100 m     | Batteria         | 43"62       |                                          |

## Altre competizioni internazionali
2009
- 8ª alla World Athletics Final ( Salonicco), 100 m piani - 11"27

2010
- Oro in Coppa continentale ( Spalato), 100 m piani - 11"05
- Oro in Coppa continentale ( Spalato), 4×100 m - 43"07